# Menophra
Menophra es un género de polillas perteneciente a la familia Geometridae, erigido por el entomólogo suizo Frederic Moore en 1868. Se distribuyen de manera amplia en las regiones paleárticas e indomalayas. Un reciente análisis filogenético que abarca los principales géneros de la tribu Boarmiini reveló que varios géneros, incluyendo Menophra forman un clado separado bajo la tribu Gnophini, aunque la ambigüedad con respecto a esta posición sistemática aún está lejos de resolverse.

## Especies
- M. aborta (Warren, 1898)
- M. abruptaria (Thunberg, 1792) - Zwartvlekspikkelspanner
- M. absurda (Prout, 1917)
- M. alticamerunis Herbulot, 1992
- M. anaplagiata Sato, 1984
- M. angustipennis Dognin, 1907
- M. annegreteae Skou, 2007
- M. arabica Wiltshire, 1980
- M. berenicidaria (Turati, 1924)
- M. bicornuta Inoue, 1990
- M. bilobata Herbulot, 1995
- M. bitoi Sato, 1992
- M. caeca (Prout, 1913)
- M. canariensis (Rebel, 1917)
- M. codra Swinhoe, 1891
- M. conjunctaria Leech, 1897
- M. contemptaria (Walker, 1860)
- M. costistrigata Warren, 1896
- M. cuprearia Moore, 1867
- M. chionodes Wehrli, 1941
- M. decorata Moore, 1867
- M. dioxpages Prout, 1916
- M. dnophera (Prout, 1915)
- M. emaria Bremer, 1864
- M. engys Wehrli, 1939
- M. erebaria Oberthür, 1883
- M. fulvistrigata Herbulot, 1996
- M. grummi Alphéraky, 1888
- M. harterti (Rothschild, 1912)
- M. harutai Inoue, 1954
- M. humeraria Moore, 1867
- M. jansei Herbulot, 1997
- M. japygiaria (O. Costa, 1849)
- M. jobaphes Wehrli, 1941
- M. jugorum Felder, 1874
- M. lederi Christoph, 1889
- M. lignata Warren, 1894
- M. luteifasciata Herbulot, 1996
- M. maderae (Bethune-Baker, 1891)
- M. melagrapharia Hampson, 1907
- M. mitsundoi Sato, 1984
- M. nakajimai Sato, 1984
- M. nathaliae Herbulot, 1998
- M. nigrifasciata Hampson, 1891
- M. nitidaria Sterneck, 1928
- M. nycthemeraria (Geyer, 1831)
- M. obtusata (Warren, 1902)
- M. olginaria (Swinhoe, 1904)
- M. oviceps (Prout, 1954)
- M. owadai Sato, 1987
- M. pallescens Inoue, 1990
- M. perserrata Walker, 1862
- M. praestantaria Püngeler, 1902
- M. prouti Sterneck, 1928
- M. punctilinearia Leech, 1897
- M. retractaria Moore, 1867
- M. scalaria Christoph, 1893
- M. senilis Butler, 1878
- M. serpentinaria Warren, 1896
- M. serraria Costa, 1882
- M. serrata Fletcher D. S., 1963
- M. serrataria (Walker, 1860)
- M. strictaria Lederer, 1853
- M. subplagiata Walker, 1860
- M. subterminalis Prout, 1925
- M. taiwana Wileman, 1910
- M. torridaria Moore, 1888
- M. trilineata Warren, 1896
- M. trypanaria Wiltshire, 1948